# Charles Powell

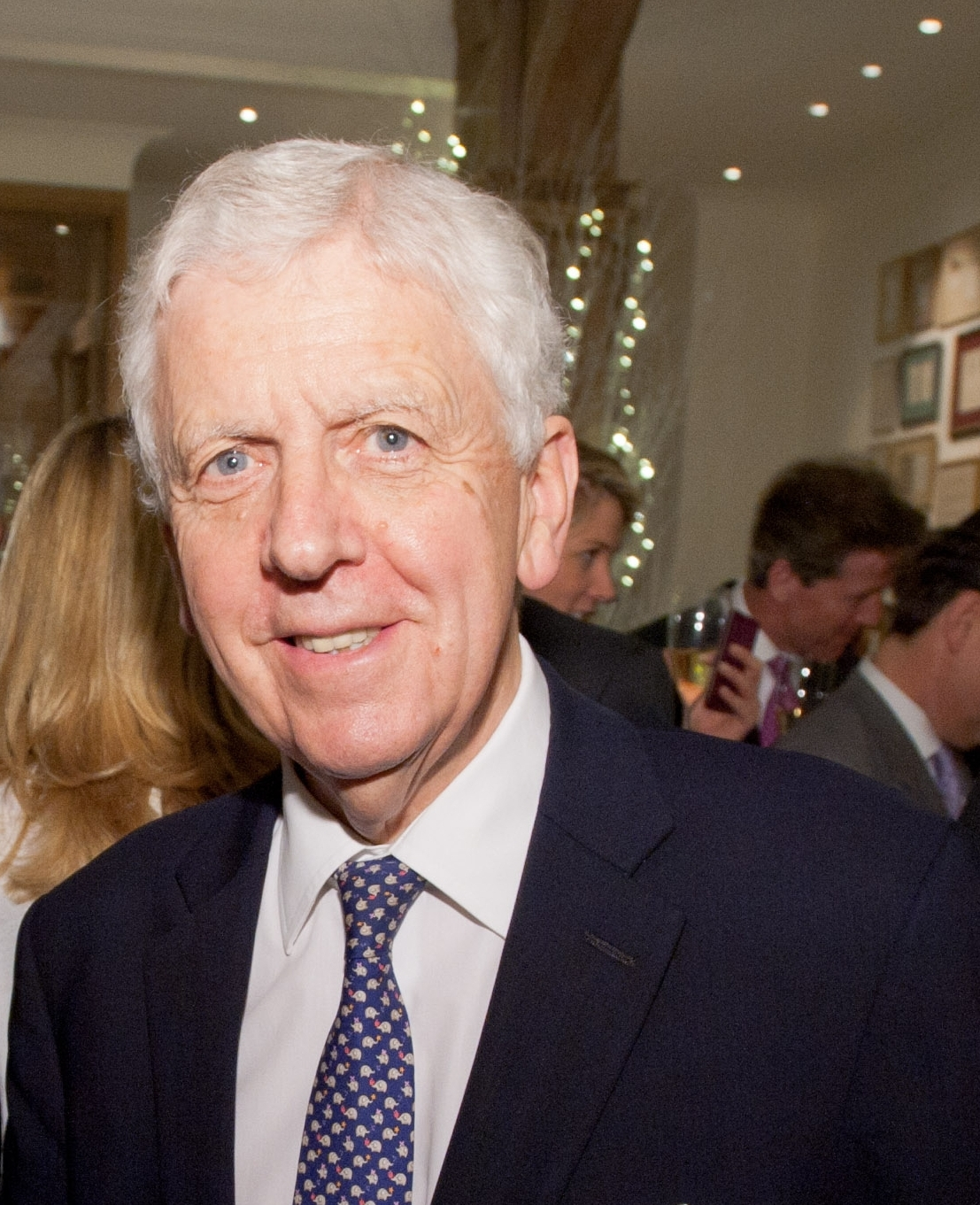
Charles Powell (2011)

Charles David Powell, Baron Powell of Bayswater [pəʊl], KCMG, OBE (* 6. Juli 1941),
ist ein britischer Diplomat, Politiker und Geschäftsmann. Er war einer der führenden außenpolitischen Berater der Premierministerin Margaret Thatcher in den 1980er Jahren. Sein Bruder Jonathan Powell war Stabschef von Tony Blair zu dessen Zeit als Premierminister von 1997 bis 2007, sein Vater war Air Vice-Marshal John Frederick Powell.

## Leben
Powell besuchte die Cathedral Choir School in Canterbury, die King’s School in Canterbury und das New College in Oxford, wo er 1963 mit einem BA in Neuer Geschichte graduierte.

### Im Diplomatischen Dienst
Charles Powell trat 1963 in den Britischen Diplomatischen Dienst ein. Sein erster Posten war 1965 in Helsinki als Third Secretary, später dann Second Secretary. 1968 kehrte er nach London zurück, wo er drei Jahre im Außenministerium verbrachte. Danach ging er 1971 als First Secretary nach Washington, D.C. und wurde Private Secretary des Botschafters.
Von 1974 an war er in Bonn, dann ab 1980 als Gesandter an der Vertretung des Vereinigten Königreichs bei der EU (UKREP) in Brüssel.
Er wurde nach 10 Downing Street abgeordnet und diente Margaret Thatcher als Privatsekretär (1983–1990), später dann John Major (1990–1991). Während der Zeit, die er für Thatcher arbeitete, wurde er einer ihrer zuverlässigsten Berater in der Außenpolitik. Ein zunächst geheimes Memorandum über eine Experten-Tagung zur Deutschlandfrage, in dem er im März 1990 sich besonders über einen angeblich beständigen Nationalcharakter der Deutschen äußerte, bildete bei dessen Veröffentlichung im Sommer 1990 den Mittelpunkt der Chequers-Affäre. Auch bei der Aushandlung des umstrittenen „al-Yamamah“-Waffengeschäfts mit Saudi-Arabien war er ein wichtiger Akteur.

### Als Geschäftsmann
Nach 1992 wurde Powell als internationaler Geschäftsmann tätig. Er nutzte die Erfahrungen und Kontakte, die er während seiner Zeit in der Regierung gesammelt hatte, um verschiedene lukrative Vorstandsposten und Beratungsaufgaben zu erhalten. Er ist Chairman von Sagitta Asset Management und des Luxusherstellers Louis Vuitton. Bevor er diese Positionen einnahm, war er im Vorstand von Phillips Fine Art Auctioneers und Direktor von Jardine Matheson Holdings. Er hielt außerdem Direktorenposten der Caterpillar Inc., LVMH, Mandarin Oriental International, Schindler Holding, Tiphook, Textron und Yell Group inne, zudem ist er zeichnungsberechtigt für die Henry Jackson Society.

### Brunei-Kontroverse
2005 wurde enthüllt, dass Powell als Sonderbeauftragter von Tony Blair mehrere Jahre lang in Brunei tätig war, eine Aufgabe, die er ohne Bezahlung versah. Eine Kontroverse entstand, weil Powell gleichzeitig von BAE Systems bezahlt wurde, und das Unternehmen zu dieser Zeit Kaufverhandlungen über drei Kriegsschiffe mit Brunei führte. Powell bestritt trotz seiner Verbindungen zu BAE und der Tatsache, dass sein Bruder Jonathan Powell zu dieser Zeit Tony Blairs Stabschef war, das Bestehen von Interessenkonflikten.

### House of Lords
2000 wurde er als Baron Powell of Bayswater, of Canterbury in the County of Kent, zum Life Peer erhoben. Er hat dadurch seither einen Sitz im House of Lords. Obwohl er den Konservativen nahesteht, sitzt er im House of Lords als Crossbencher.

### Privates
Er heiratete Carla Bonardi 1964, das Paar hat zwei Söhne (* 1967 und 1968).
Er hat drei Brüder: Chris (Mitgründer der Werbeagentur DDB Advertising), Roderick (Rod) und Jonathan, der Stabschef von Tony Blair war und ein Mitglied der Labour Party ist.

## Ehrungen
- Er wurde 1990 nach seinem Abschied aus dem diplomatischen Dienst als Knight Commander des Order of St Michael and St George (KCMG) nobilitiert.
- 2001 erhielt er die Auszeichnung Bintang Bakti Masyarakat von Singapur.